# Bazile Mills
Bazile Mills – wieś w Stanach Zjednoczonych, w stanie Nebraska, w hrabstwie Knox.